# Banai Balázs
Banai Balázs (Budapest, 1992. december 9. –) magyar labdarúgó. Az NB I-ben először 2010. augusztus 6-án a Kaposvár ellen lépett pályára.